# Kontaktmunstycke
Kontaktmunstycke, den del av svetspistolen som överför strömmen från strömkällan till tillsatsmaterialet (trådform) vid svetsning med MIG/MAG/GMAW/FCAW-svetsning. Ett kontaktmunstycke är nästan uteslutande tillverkat av koppar, ibland med tillsatser av krom. Koppar väljs för sin goda värmeavledningsförmåga.
Kontaktmunstycken räknas som slitdetaljer.
Även känt som kontaktrör ("K-rör").